# Tumor hepàtic
Un tumor hepàtic (o tumor del fetge) és un creixement anormal de cèl·lules hepàtiques al fetge. Es poden desenvolupar diversos tipus diferents de tumors al fetge perquè el fetge està format per diversos tipus de cèl·lules. Els tumors hepàtics es poden classificar com a creixements benignes (no cancerígens) o malignes (cancerosos). Es poden descobrir en una imatge mèdica (fins i tot per una raó diferent de la del mateix tumor), i el diagnòstic sovint es confirma amb biòpsia hepàtica. Els signes i símptomes de les masses hepàtiques varien des de ser asimptomàtics fins a pacients que presenten una massa abdominal, hepatomegàlia, dolor abdominal, icterícia o  disfunció. El tractament varia i és molt específic per al tipus de tumor hepàtic.